# Левоча
 Тази статия е за града в Словакия.  За окръга вижте Левоча (окръг).  
Левоча (на словашки: Levoča, на латински: Leuchovia; на немски: Leutschau; на унгарски: Lőcse; на полски: Lewocza) е град в Прешовски край в източна Словакия, с население от 14 600 души. Административен център на окръг Левоча. Градът се слави с историческия си стар град и добре запазена градска крепостна стена, ренесансова църква с най-високия дървен олтар в света, дело на Майстор Павел от Левоча, и други запазени ренесансови сгради.
Заради олтара на Майстор Павел, на 28 юни 2009, Левоча е вписана към обявените през 1993 година други обекти от региона – Спишки Храд, Спишке Подхрадие, Спишка Капитула и църквата „Свети дух“ в Жехра – като обект от Списъка на световното културно и природно наследство на ЮНЕСКО.

## Географско положение
Левоча е разположена на надморска височина от 570 метра и обхваща територия от 64.042 квадратни километра. Намира се в северната част на басейна на река Хонрад в подстъпите на Левочките възвишения при реката Левочки поток, приток на Хонрад. На 25 км на запад се намира град Попрад, на 50 км на изток – Прешов, Кошице е на 90 км на югоизток, а Братислава – на 370 km на югозапад.

## Исторически забележителности
Старият град на Левоча е живописен, обграден в по-голямата си част от старинни крепостни стени. Главният вход към стария град е през монументалната Порта към Кошице (XV век), зад която се намира богато украсената барокова църква „Свети дух“ и новия Миноритски манастир (около 1750).
Градският площад, наречен на името на Майстор Павел (Námestie Majstra Pavla), се отличава с три исторически забележителности: старинната сграда на Старото кметство (XV-XVII век), в която се помещава музей, увенчаната с купол евангелистка лютеранска църква (1837) и римокатолическата църква „Свети Якуб“ от XIV век. В нея се помещава великолепно резбования и изрисуван дървен олтар, най-големият в Европа (висок 18.62 m), създаден от Майстор Павел около 1520 година. Площадът е много добре запазен и сградите наоколо са били градските къщи на местния нобилитет през късното средновековие. Забележителност на площада е и изработената от ковано желязо „клетка на срама“, която датира към XVII век, използвана за публични наказания. Паметна плоча на една от къщите отбелязва отпечатването и публикуването в града на най-известната творба на Ян Коменски, Orbis Pictus. Други сгради на площада са историческия музей и музея, посветен на творчеството на Майстор Павел. В северната част на площада, на № 60 се намира Областният отдел на Националния архив на Словакия.
От XVI век до края на 1922, Левоча е административният център на област Спиш (Spiš). Между 1806 и 1826 година, унгарският архитект от Егер, Антал Половни, строи внушителната административна сграда, която е седалище на областната управа. Той пригодил класицистичния ѝ стил към ренесансовия дух на Левоча, като подчертал хоризонталните линии на зданието. Сградата е смятана за една от най-красивите областни управи в някогашното унгарско кралство. Днес е реновирана и е административно седалище на окръга.

## Галерия
- Левоча
- Кметството на Левоча от високо
- Главният площад на Левоча
- Главният площад на Левоча
- Сградата на окръжната управа
- Скулптури от олтара на Майстор Павел
- Портата към Кошице